# William Ritchie Sorley
William Ritchie Sorley, 4 novembre 1855 – 28 juillet 1935, est un philosophe écossais. Conférencier Gifford, il fait partie du mouvement de l'idéalisme britannique, portant un intérêt particulier à l'éthique.

## Biographie
William Ritchie Sorley naît à Selkirk, fils d'Anna Ritchie et William Sorley, pasteur de l'Église libre d'Écosse. Il étudie à l'université d'Edimbourg et au Trinity College à Cambridge. Il est Knightbridge Professor of Philosophy (en) à l'université de Cambridge de 1900 jusqu'en 1933. Il meurt à Cambridge à l âge de 79 ans.
On se souvient de lui pour son A History of British Philosophy to 1900, publié en 1920, avec son inclinaison idiosyncrasique, comme une vue rétrospective depuis le point de vue de l'idéalisme britannique. Parmi ses autres œuvres publiées figurent : The Ethics of Naturalism: a Criticism (seconde édition 1904), The Moral Life and Moral Worth (1911), et ses Gifford Lectures Moral Values and the Idea of God (seconde édition 1921). Le poète Charles Sorley (en) est son fils.
Au cours de la longue discussion à propos de l'admission des femmes comme étudiantes à Cambridge, il y eut des votes par le Sénat en 1897 et à nouveau en 1920, à la suite d'intenses débats publics entre professeurs et étudiants de premier cycle, et circulation de nombreux prospectus propageant les arguments pour et contre. Sorley, constamment hostile à toute présence des femmes à Cambridge, soutenait que ce n'est pas l'égalité qu'elles recherchaient mais le pouvoir et que leur présence nuirait à la vie universitaire. Il est l'auteur de plusieurs tracts avec le professeur Ridgeway - tous deux voulant que les femmes soient totalement exclus de Cambridge et qu'à la place une université pour femmes soit mise en place pour elles.

## Source de la traduction
- (en) Cet article est partiellement ou en totalité issu de l’article de Wikipédia en anglais intitulé « William Ritchie Sorley » (voir la liste des auteurs).